# デビー・レイノルズ
デビー・レイノルズ（Debbie Reynolds、[- rénəldz]、1932年4月1日 - 2016年12月28日）は、アメリカ合衆国テキサス州エルパソ出身の女優、歌手、声優。出生名はMary Frances Reynolds（マリー・フランシス・レイノルズ）。

## 来歴

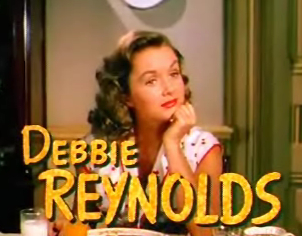
『アイ・ラブ・メルヴィン』(1953年) 予告編より

16歳のとき、当時住んでいたカリフォルニア州バーバンクでミス・バーバンクに選ばれ、ワーナー・ブラザースと契約。
ワーナー・ブラザースの映画2本で端役を演じた後、メトロ・ゴールドウィン・メイヤーと契約。1950年にフレッド・アステアの映画に出演。その2年後、ジーン・ケリーのミュージカル『雨に唄えば』に抜擢され、一躍スターとなった。1957年、『タミーと独身者』の中で歌った主題歌「タミー」が全米5週連続1位の大ヒットとなり、アカデミー音楽賞にノミネートされる。
その後も『年頃ですモノ!』『恋に税金はかからない』『ママは二挺拳銃』などのヒット映画に多く出演し、タイタニック号の生存者で実在のモリー・ブラウンを演じた1964年の『不沈のモリー・ブラウン』ではアカデミー主演女優賞にノミネートされた。
また1960年代マネー・メーキング・スターの5位に2度選出されるなど、人気女優の一人として長い期間活躍した。

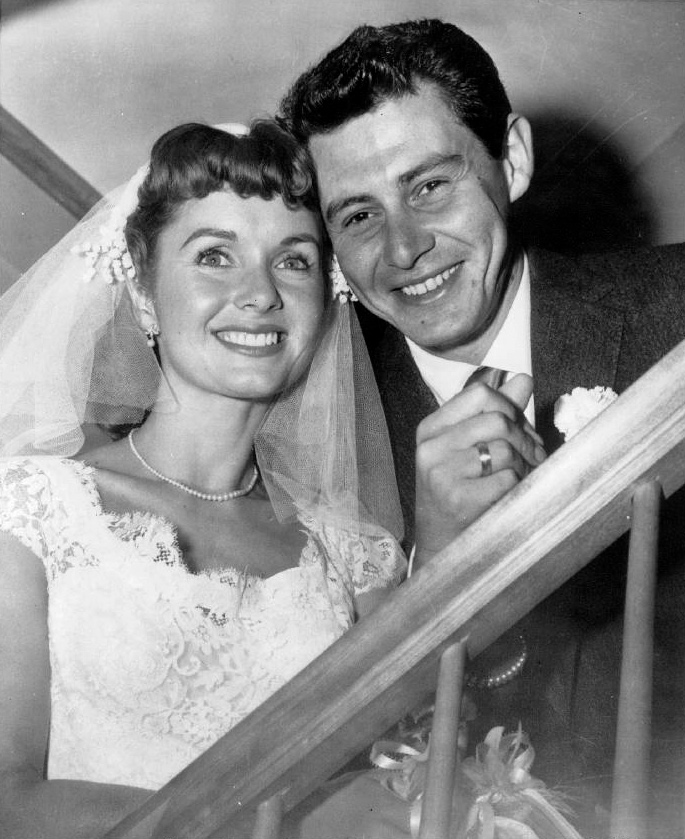
1955年 エディ・フィッシャーと結婚

3度結婚しており、最初の夫であった歌手のエディ・フィッシャーとの間の娘は女優のキャリー・フィッシャーである。
1987年にキャリーが自伝小説『Postcards from the Edge』（邦題：崖っぷちからのはがき）を出版。1990年に小説を原作とする同名の映画が制作され（邦題は『ハリウッドにくちづけ』）、シャーリー・マクレーンとメリル・ストリープが母娘を演じた。
「オズの魔法使い」の靴など、ハリウッド映画で使われた有名な衣装類を、個人的にコレクションしており、それらの品を飾る「ハリウッド博物館」の開館を目指していたが、実現できなかった。
2014年、全米映画俳優組合賞生涯功労賞を受賞。
2015年、第7回ガバナーズ賞でジーン・ハーショルト友愛賞を受賞。

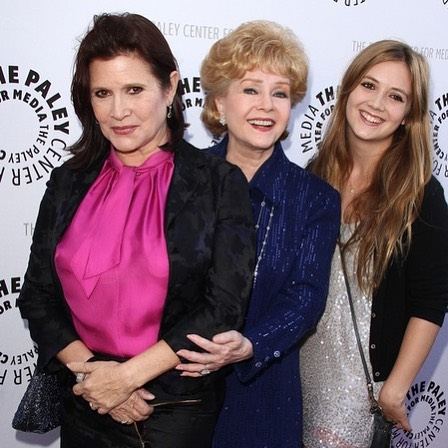
晩年期の本人(中)と娘キャリー(左)、孫娘ビリー・ラード(右)

2016年12月28日、脳梗塞でロサンゼルスの病院に緊急搬送されたが、亡くなった。84歳没。息子のトッドは「娘のキャリーが、前日27日に急死したことのストレスに耐えられなかったのだろうと思う」とコメントした。
カンヌ映画祭で5月14日に上映されていた、デビーとキャリーを扱ったドキュメンタリー『Bright Lights: Starring Carrie Fisher and Debbie Reynolds』が、アメリカで2017年1月7日にHBOで放送された。日本国内のスター・チャンネルで放送された邦題は『キャリー・フィッシャー ～星になった母娘～』。配信タイトルは『ブライト・ライツ：キャリー・フィッシャーとデビー・レイノルズ主演』。

## 主な出演作品

### 映画

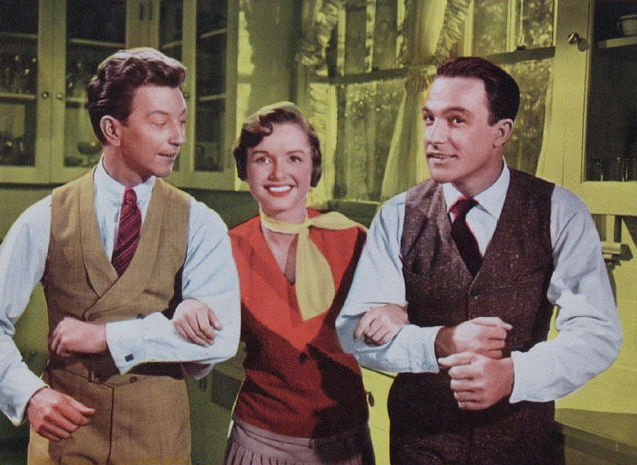
『雨に唄えば』（1952年）

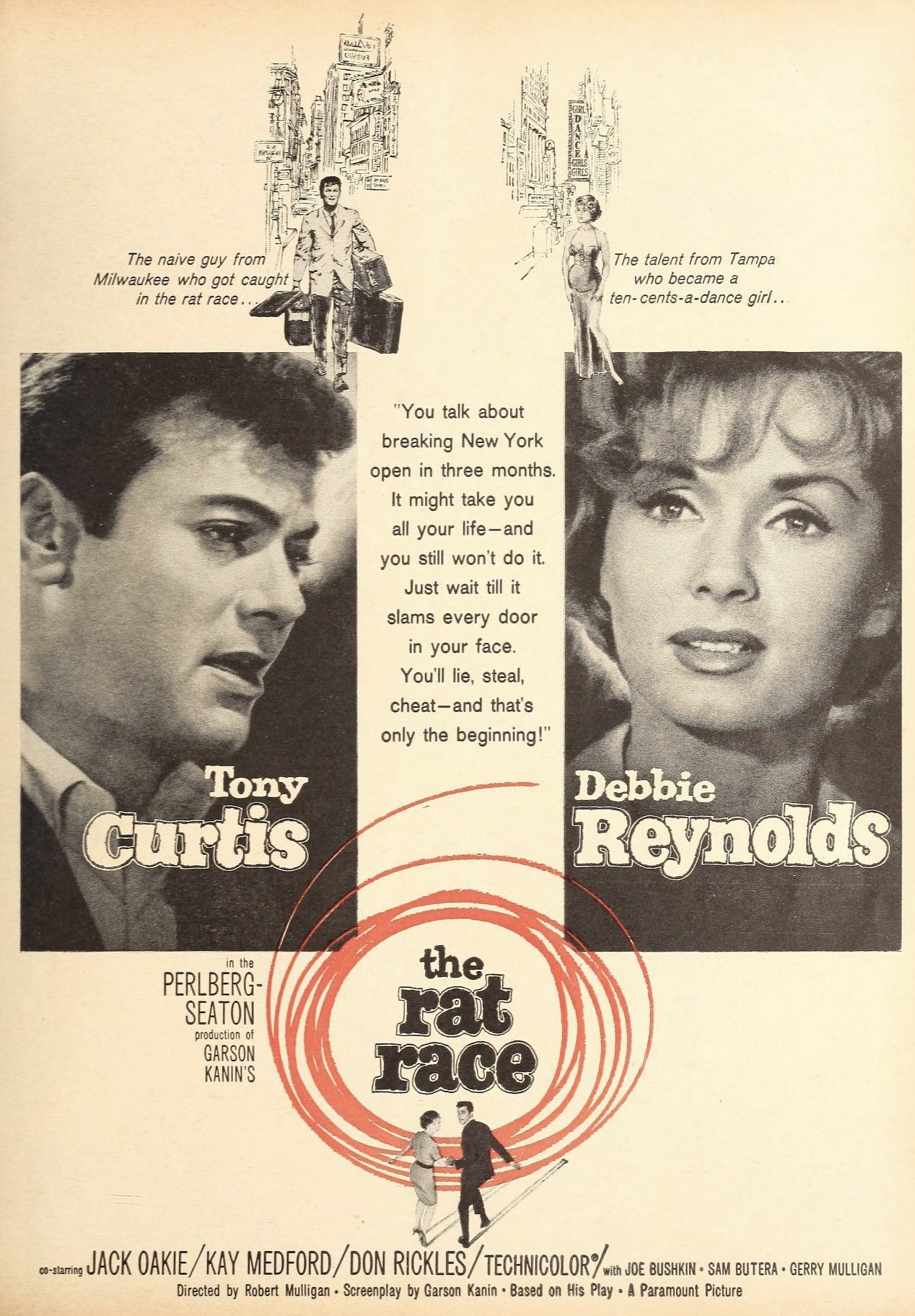
『ねずみの競争』（1960年）

- 土曜は貴方に Three Little Words (1950)
- トゥ・ウィークス・ウイズ・ラブ Two Weeks with Love (1950) 劇場未公開
- 雨に唄えば Singing in the Rain (1952)
- アイ・ラブ・メルヴィン I Love Melvin (1953) 劇場未公開
- やんちゃ学生 Affairs of Dobie Gillis (1953)
- 奥様は芳紀17才 Susan Slept Here (1954)
- 艦隊は踊る Hit the Deck  (1955)
- 歓びの街角 Bundle of Joy (1956)
- 年頃ですモノ! This Happy Feeling (1958)
- 恋に税金はかからない The Mating Game (1959)
- ひとこと云って Say One for Me  (1959)
- それはキッスで始まった It Started with a Kiss (1959)
- 奥様の裸は高くつく The Gazebo (1959)
- ねずみの競争 Rat Race (1960)
- ペペ (1960)
- 結婚泥棒 The Pleasure of His Company (1961)
- ママは二挺拳銃　The Second Time Around (1961)
- 西部開拓史 How the West Was Won (1962)
- 不沈のモリー・ブラウン The Unsinkable Molly Brown (1964)
- さよならチャーリー Goodbye Charlie 1964
- 歌え!ドミニク The Singing Nun (1966)
- ヘレンに何が起こったのか? What's the matter with Helen? (1971)　劇場未公開。テレビ放映、DVD発売題。
- ザッツ・エンターテインメント That's Entertainment (1974)
- ボディガード The Bodyguard (1992) 本人役
- 天と地 Heaven & Earth (1993)
- イン&アウト In & Out (1997)
- connie & carla コニー&カーラ Connie & Carla (2004)
- ラブ&マネー One for the Money (2012)
- 恋するリベラーチェ Behind the Candelabra (2013)

### テレビドラマ
- デビーの奥様作戦 The Debbie Reynolds Show (1969-1970)
- ふたりは友達? ウィル&グレイス Will & Grace (1999-2003、2005-2006)

### テレビ映画
- ハロウィーンタウン3 カーニバルは大騒動 Halloweentown High (2004)
- ハロウィーンタウン4 ウィッチ大学へようこそ Return to Halloweentown (2006)

### アニメ映画
- シャーロットのおくりもの Charlotte's Web (1972)
- 魔女の宅急便 Kiki's Delivery Service（1998） - 老婦人役
- ラグラッツのパリ探検隊 Rugrats in Paris: The Movie - Rugrats II (2000)
- Blaze of Glory (2008)

### テレビアニメ
- ラグラッツ Rugrats (2000 - 2002)
- キム・ポッシブル Kim Possible (2003 - 2007) - ナナ・ポッシブル役
- Lolo's Cafe (2004)
- ファミリー・ガイ Family Guy (2008)

## ディスコグラフィ

### オリジナルアルバム
- Debbie (1959)
- Fine And Dandy (1960)
- Am I That Easy To Forget? (1960)
- Irene (1973) - ミュージカル作品
- An American Christmas Album (1975) - クリスマスアルバム
- Do It Debbie's Way (1983)

### 連名作品
ドナルド・オコナー & デビー・レイノルズ
- Christmas With Donald And Debbie (1992) - クリスマスアルバム

### サウンドトラック
- 『トゥ・ウィークス・ウイズ・ラブ』 Two Weeks With Love (1950)
- 『雨に唄えば』 Singin' In The Rain (1952)
- 『アイ・ラブ・メルヴィン』 I Love Melvin (1953)
- 『艦隊は踊る』 Hit the Deck (1955)
- 『歓びの街角』 Bundle of Joy (1956)
- 『西部開拓史』 How the West Was Won (1962)
- 『不沈のモリー・ブラウン』 The Unsinkable Molly Brown (1964)
- 『歌え!ドミニク』 The Singing Nun (1966)